# Alikanás
Alikanás (Alikanas) är en ort i Grekland.   Den ligger i prefekturen Nomós Zakýnthou och regionen Joniska öarna, i den sydvästra delen av landet, 260 km väster om huvudstaden Aten. Alikanás ligger 13 meter över havet och antalet invånare är 441. Den ligger på ön Zakynthos.
Terrängen runt Alikanás är kuperad åt sydväst, men åt sydost är den platt. Havet är nära Alikanás åt nordost. Runt Alikanás är det ganska tätbefolkat, med 78 invånare per kvadratkilometer. Närmaste större samhälle är Zákynthos, 11,6 km sydost om Alikanás. Trakten runt Alikanás består till största delen av jordbruksmark.